# Canton de Boos
Le canton de Boos est une ancienne division administrative française située dans le département de la Seine-Maritime et la région Haute-Normandie.

## Géographie
Ce canton était organisé autour de Boos dans l'arrondissement de Rouen. Son altitude variait de 2 m (Les Authieux-sur-le-Port-Saint-Ouen) à 162 m (Le Mesnil-Esnard) pour une altitude moyenne de 142 m.

## Histoire
- De 1833 à 1848, les cantons de Boos et de Darnétal avaient le même conseiller général. Le nombre de conseillers généraux était limité à 30 par département.

## Représentation

### Conseillers généraux de 1833 à 2015
| Période | Période      | Identité                        | Étiquette                           | Qualité                                                                                               |
| ------- | ------------ | ------------------------------- | ----------------------------------- | --- |
| 1833    | 1839         | Honoré Cuvelier (1790-1854)     |                                     | Négociant, propriétaire Maire de Darnétal                                                             |
| 1839    | 1848         | Frédéric Baudry                 |                                     | Propriétaire à La Neuville-Chant-d'Oisel, ancien gérant du Journal de Rouen                           |
| 1848    | 1860 (décès) | Noël-Charles Delamare           | Bonapartiste                        | Propriétaire, cultivateur, maire d'Ymare Suppléant de la justice de paix, conseiller d'arrondissement |
| 1861    | 1871         | Comte Antoine Godart de Belbeuf | Conservateur                        | Maître des requêtes au Conseil d'État Maire de Belbeuf, Pair de France Sénateur (1852-1870)           |
| 1871    | 1897 (décès) | Pierre Léon Charité             | Républicain                         | Ancien juge de paix, adjoint au maire de Rouen                                                        |
| 1897    | 1910 (décès) | Maurice Keittinger              | Républicain                         | Manufacturier Maire d'Amfreville-la-Mi-Voie (1887-1910)                                               |
| 1910    | 1919         | Édouard Larcher                 | Rad.                                | Rédacteur à La Dépêche coloniale Maire de Blosseville-Bonsecours                                      |
| 1919    | 1931         | Émile Monnier                   | Union républicaine                  | Agriculteur, maire de La Neuville-Chant-d'Oisel                                                       |
| 1931    | 1938 (décès) | Michel Jacob                    | RG-AD                               | Maire d'Amfreville-la-Mi-Voie                                                                         |
| 1938    | 1940         | Gabriel David                   | Radical                             | Propriétaire Maire du Mesnil-Esnard Nommé conseiller départemental en 1943                            |
|         |              |                                 |                                     | |
| 1945    | 1951         | Georges Ledru                   | Ind.                                | Militaire Maire de Bonsecours (1945-1947)                                                             |
| 1951    | 1982         | Maxime Magniaux (1904-1993)     | MRP puis CD puis DVD                | Médecin Maire du Mesnil-Esnard (1947-1971)                                                            |
| 1982    | 1999 (décès) | Bernard Grassin-Delyle          | UDF                                 | Notaire Maire du Mesnil-Esnard (1989-1998)                                                            |
| 1999    | 2015         | Philippe Leroy                  | UDF puis NC-UDI (« Alternance 76 ») | Maire de Franqueville-Saint-Pierre (1995-2008 et 2014-2020)                                           |

### Conseillers d'arrondissement (de 1833 à 1940)
| Période                                  | Période      | Identité                         | Étiquette                   | Qualité |
| ---------------------------------------- | ------------ | -------------------------------- | --------------------------- | --- |
| 1833                                     | 1848         | Noël-Charles Delamare            |                             | Maire d'Ymare                                                                                               |
| 1848                                     | 1874         | Louis-Charles Bultel (1806-1878) |                             | Maire de La Neuville-Chant-d'Oisel (1838-1878)                                                              |
| 1874                                     | 1880         | André Dulong                     | Républicain                 | Chef d'entreprise laitière à Boos                                                                           |
| 1880                                     | 1889         | Louis Hubert                     | Républicain                 | Médecin à Boos, suppléant du juge de paix                                                                   |
| 1889                                     | 1892         | Clovis Hardy                     | Monarchiste                 | Propriétaire à Boos                                                                                         |
| 1892                                     | 1901         | Louis Hubert                     | Républicain antiministériel | Médecin à Boos                                                                                              |
| 1901                                     | 1907 (décès) | Jules Chemin                     |                             | Maire de Boos                                                                                               |
| 1907                                     | 1910 (décès) | Émile Lecœur                     |                             | Maire du Mesnil-Esnard                                                                                      |
| 1910                                     | 1940         | Émile Foliot                     | Républicain                 | Notaire, maire de Boos                                                                                      |
| 1940                                     |              |                                  |                             | Les conseils d'arrondissement ont été suspendus par la loi du 12 octobre 1940 et n'ont jamais été réactivés |
| Les données manquantes sont à compléter. |              |                                  |                             | |

## Composition
Le canton de Boos regroupait 15 communes et comptait 35 567 habitants (recensement de 1999 sans doubles comptes).
| Communes                            | Population (2012) | Code postal | Code Insee |
| ----------------------------------- | ----------------- | ----------- | ---------- |
| Amfreville-la-Mi-Voie               | 2 869             | 76920       | 76005      |
| Les Authieux-sur-le-Port-Saint-Ouen | 1 174             | 76520       | 76039      |
| Belbeuf                             | 2 032             | 76240       | 76069      |
| Bonsecours                          | 6 853             | 76240       | 76103      |
| Boos                                | 2 870             | 76520       | 76116      |
| Fresne-le-Plan                      | 456               | 76520       | 76285      |
| Gouy                                | 794               | 76520       | 76313      |
| Le Mesnil-Esnard                    | 6 486             | 76240       | 76429      |
| Mesnil-Raoul                        | 725               | 76520       | 76434      |
| Montmain                            | 1 416             | 76520       | 76448      |
| La Neuville-Chant-d'Oisel           | 1 751             | 76520       | 76464      |
| Franqueville-Saint-Pierre           | 5 099             | 76520       | 76475      |
| Quévreville-la-Poterie              | 987               | 76520       | 76514      |
| Saint-Aubin-Celloville              | 1 015             | 76520       | 76558      |
| Ymare                               | 1 040             | 76520       | 76753      |

## Démographie
| 1962   | 1968   | 1975   | 1982   | 1990   | 1999   | 2009 |
| ------ | ------ | ------ | ------ | ------ | ------ | ---- |
| 14 701 | 16 371 | 21 066 | 26 524 | 32 348 | 35 567 | -    |